# Элиаш-Радзиковский, Валери
Ян Канты Валери Элиаш-Радзиковский (пол. Jan Kanty Walery Eljasz-Radzikowski, 13 сентября 1841, Краков — 23 марта 1905, там же) — польский художник и иллюстратор, историк искусства.

## Биография
Шляхтич герба Огоньчик. Сын художника Войцеха Элиаша-Радзиковского (1814—1904), у которого получил первые уроки живописи. Старший брат скульптора Владислава
Элиаша-Радзиковского.
Обучался в Школе изящных искусств в Кракове (сейчас Краковская академия искусств) под руководством Владислава Лущкевича, затем продолжил учёбу в Мюнхенской академии художеств.
С 1866 года поселился в Кракове. Дружил c писателем Ю. И. Крашевским, под влиянием которого заинтересовался исторической тематикой.

## Творчество
Основная тема картин Валери Элиаша-Радзиковского — виды старого Кракова, горные пейзажи Татр и исторические и сакральные сюжеты. Занимался исследованиями истории искусств. Известный специалист в области исторического костюма, в 1862 году издал книгу под названием «Народные одежды старой Польши».
Валери Элиаш-Радзиковский — признанный популяризатор Татр и Закопане. Один из организаторов Татранского общества, автор и иллюстратор путеводителей по горам Татр. Был одним из первых фотографов, снимавших виды Татр.
В 1870 издал первый иллюстрированный путеводитель по Татрам. Занимался также сценографией и книжной иллюстрацией.

## Галерея

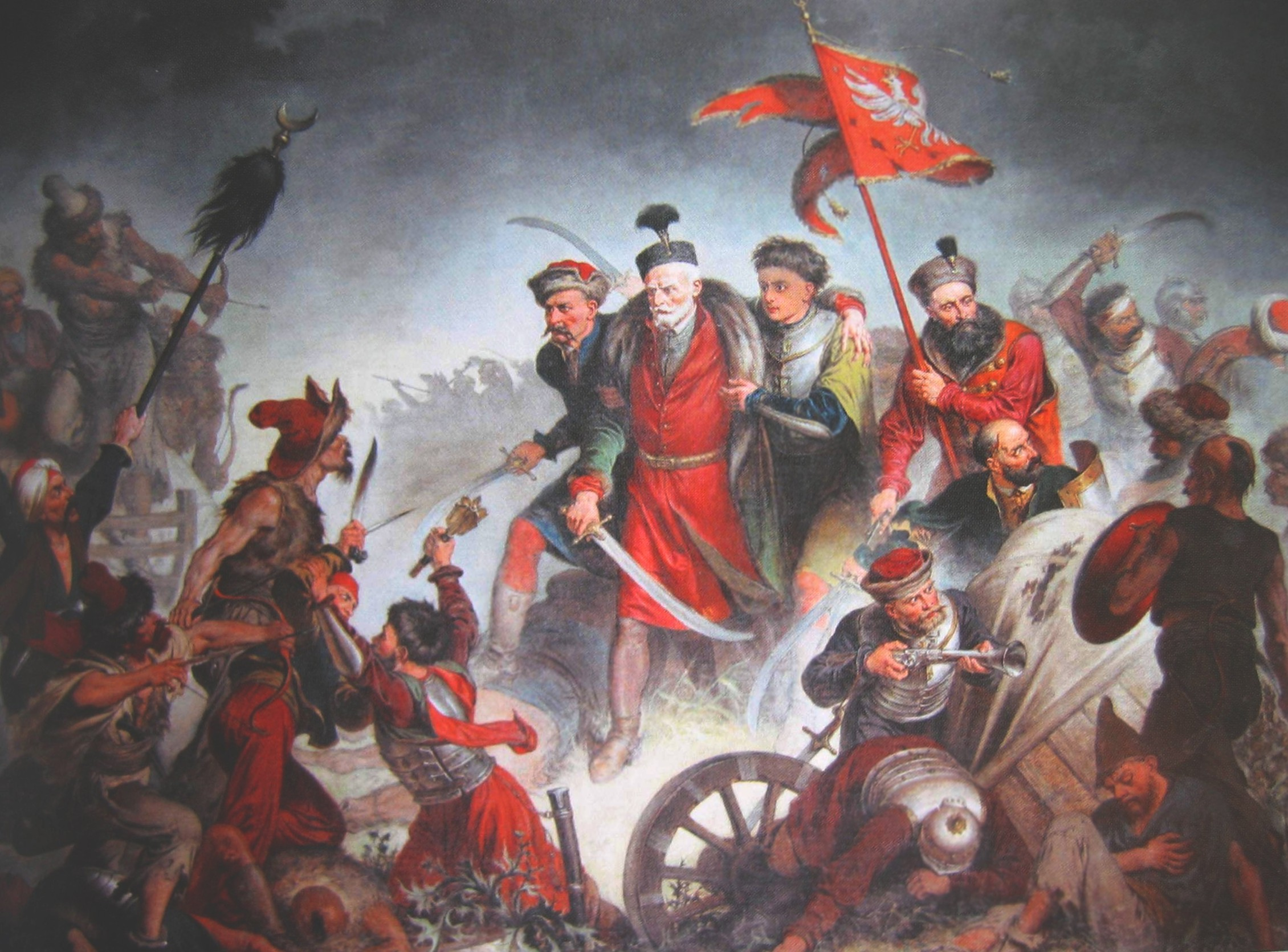
Смерть Жолкевского под Цецорой в 1620 году (1876)
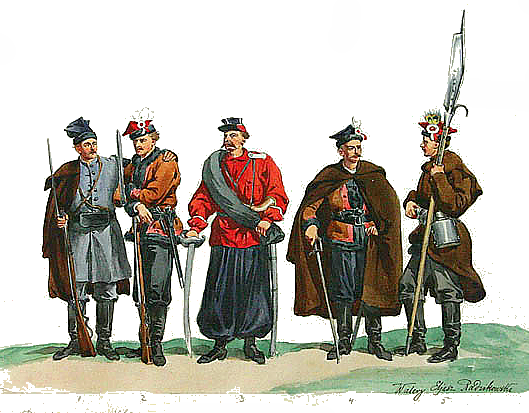
Польские повстанцы 1863 года
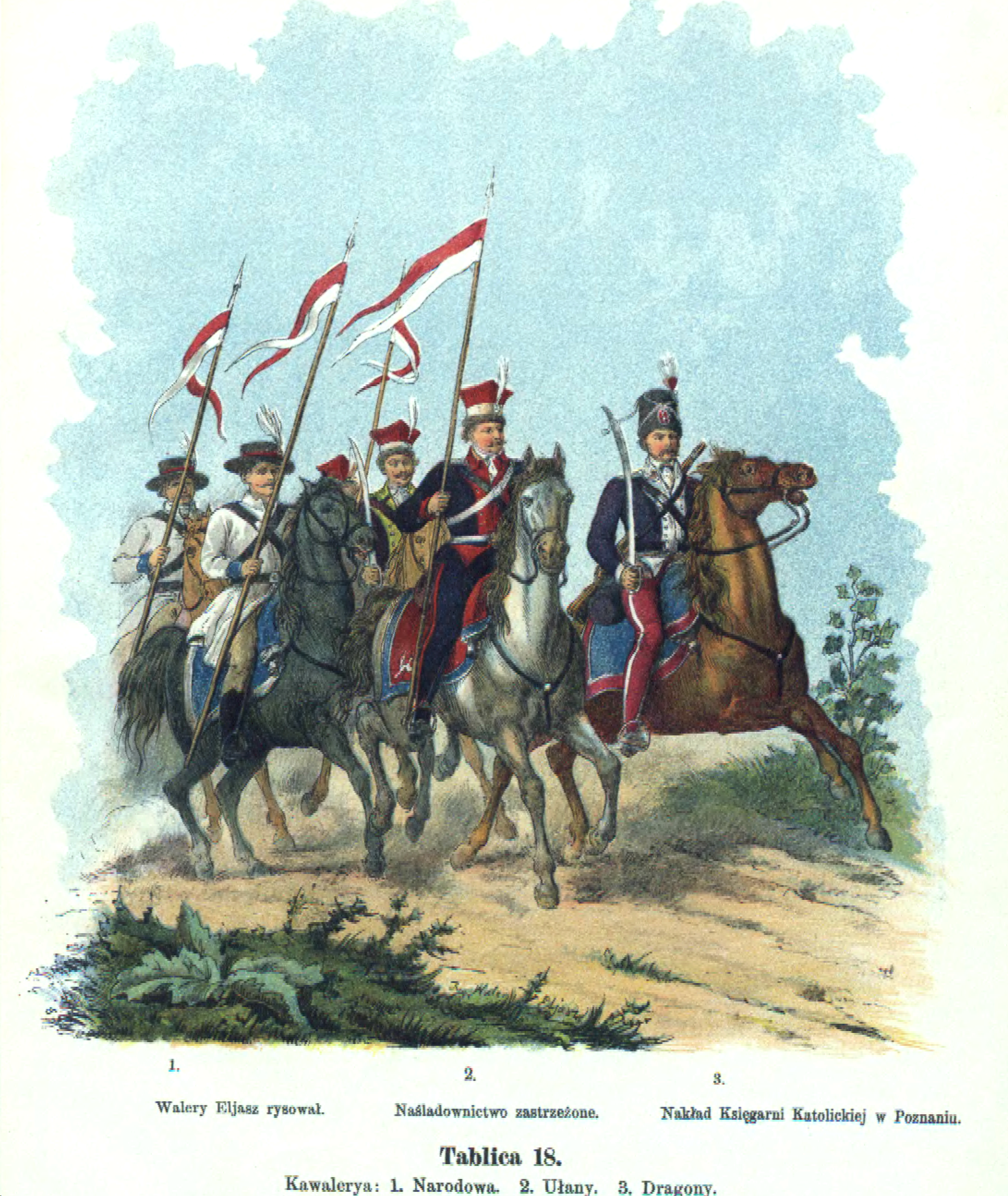
Обмундирование польской кавалерии в 1794 году
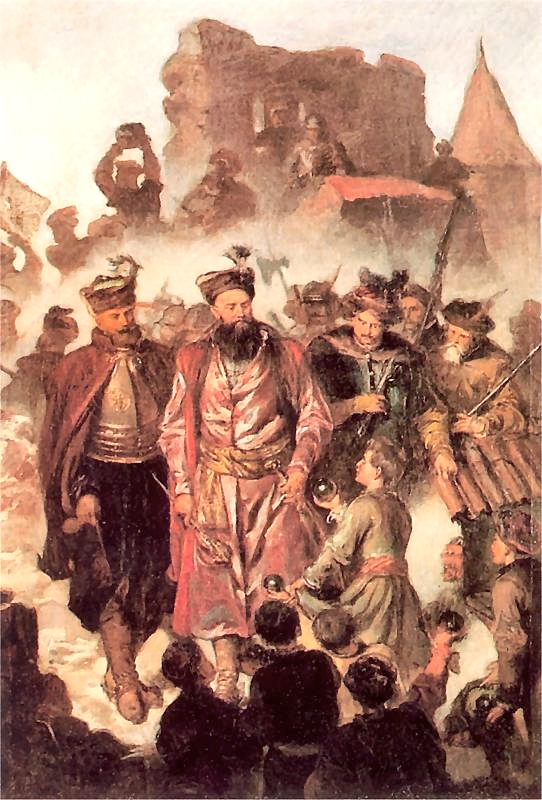
Стефан Чарнецкий при обороне Кракова от шведов в 1655 году
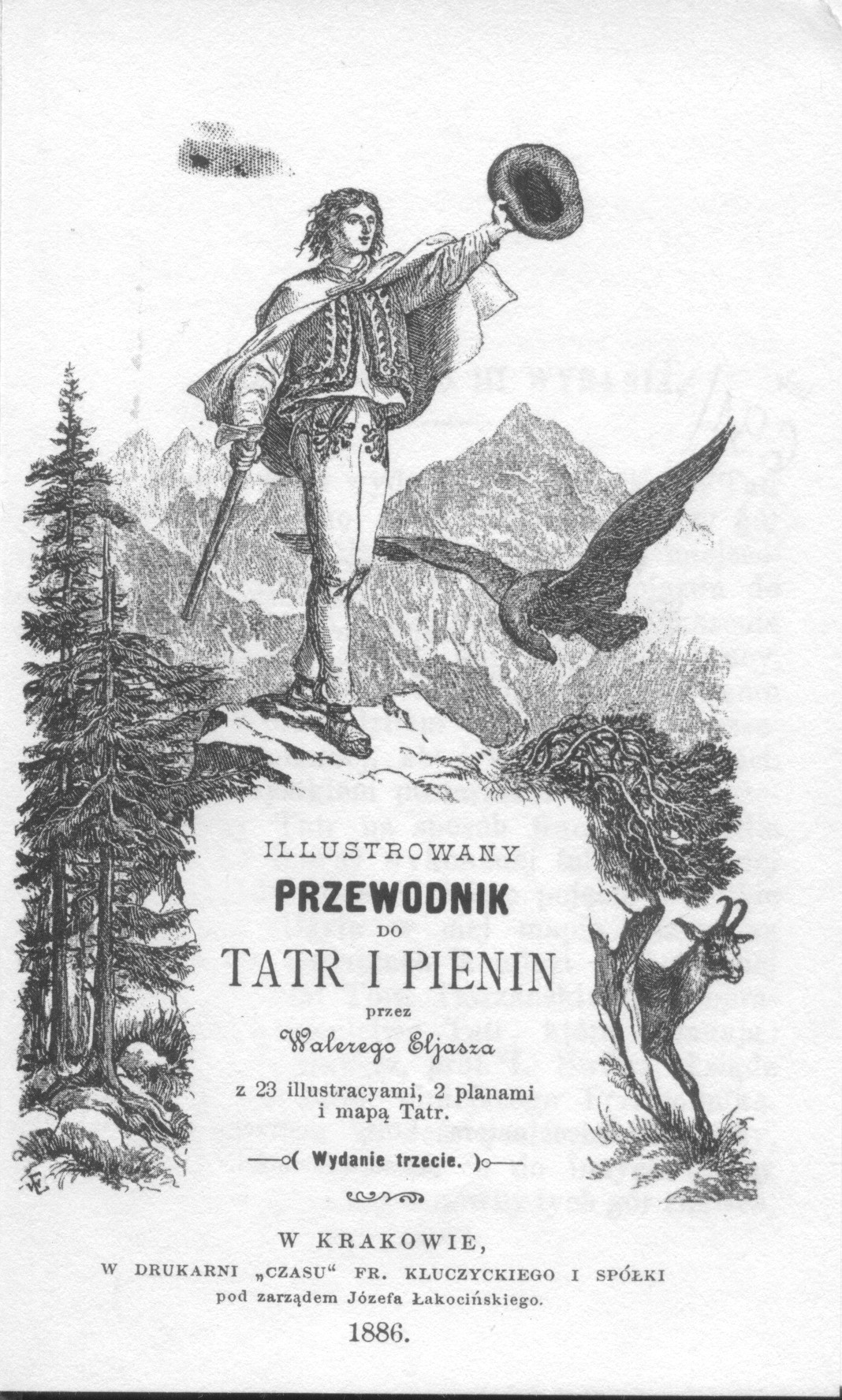
Титульная страница «Путеводителя по Татрам и Пенинам». 1886
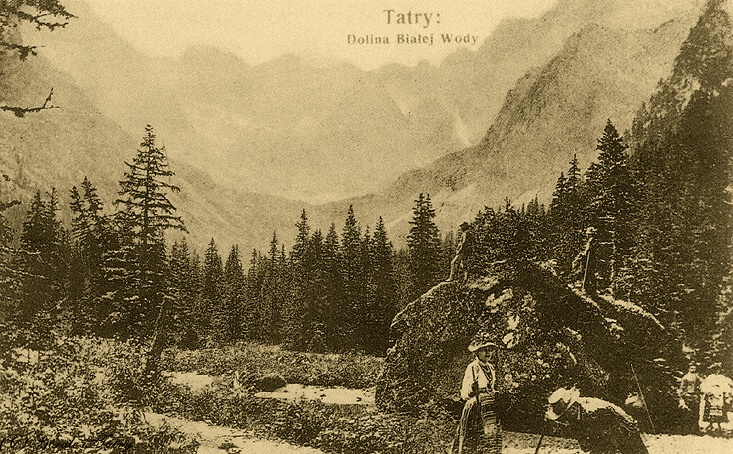
Долина Белой воды в Татрах. Фотография начала XX в.